# Numidia uralkodóinak listája

## Az állam
Numidia észak-afrikai államalakulat volt, amely római támogatással Karthágó ellenében jött létre. Az önállósodni próbáló II. Juba trónfosztása után, Kr. e. 25-ben provinciaként a Római Birodalomhoz csatolták.

## Numidia uralkodói
A Dougga régészeti lelőhelyen talált numidiai nyelvű feliratok szerint a királyság uralkodói az "a-gəllid" (úr) címet viselték, ennek mai berber nyelvű változata agellid.
| Uralkodó neve | Uralkodása ideje        |
| ------------- | ----------------------- |
| Masszinissza  | Kr. e. 202 – Kr. e. 148 |
| Mikipsza      | Kr. e. 148 – Kr. e. 118 |
| Adherbal      | Kr. e. 118 – Kr. e. 112 |
| I. Hiempszal  | Kr. e. 118 – Kr. e. 117 |
| Jugurtha      | Kr. e. 118 – Kr. e. 105 |
| Gauda         | Kr. e. 105 – Kr. e. 88  |
| II. Hiempsal  | Kr. e. 88 – Kr. e. 60   |
| Hiarbasz      | Kr. e. 88 – ?           |
| I. Juba       | Kr. e. 60 – Kr. e. 46   |
| II. Juba      | Kr. e. 30 – Kr. u. 25   |

## Mauretánia uralkodói
| Uralkodó neve | Uralkodása ideje       | Megjegyzés |
| ------------- | ---------------------- | ---------- |
| I. Bokkhosz   | Kr. e. 111 – Kr. e. 80 |            |
| ...           |                        |            |
| II. Bokkhosz  | Kr. e. 50 – Kr. e. 31  |            |
| ...           |                        |            |
| II. Juba      | Kr. e. 25 – Kr. u. 23  |            |
| Ptolemaiosz   | Kr. e. 23 – Kr. u. 40  |            |